# Peqan
Peqan (serbiska: Пећане, Pećane, albanska: Reçan) är en ort i Kosovo. Den ligger i den södra delen av landet, 40 km sydväst om huvudstaden Priština. Peqan ligger 432 meter över havet och antalet invånare är 1 883.
Terrängen runt Peqan är kuperad åt nordost, men åt sydväst är den platt. Runt Peqan är det ganska tätbefolkat, med 222 invånare per kvadratkilometer. Närmaste större samhälle är Suva Reka, 2,8 km söder om Peqan. Trakten runt Peqan består till största delen av jordbruksmark.